# Mạc Công Bính
Mạc Công Bính (? – 1792) là thuộc tướng Chúa Nguyễn và là người cai trị trấn Hà Tiên. Ông là con của Mạc Tử Hoàng.
Năm 1780, ông nội ông là Mạc Thiên Tứ tự sát ở Xiêm. Hầu hết con cháu họ Mạc đều bị vua Xiêm là Taskin đem xử tử; chỉ có ba người con trai nhỏ của Thiên Tứ là Mạc Tử Sanh, Mạc Tử Tuấn và Mạc Tử Thiên cùng các cháu nhỏ được tha chết nhưng phải đi đày. Sau khi Rama I tự lập mình làm Phật vương năm 1782, mới vời họ về Bangkok nuôi cho đủ ăn.
Từ đó, Mạc Công Bính sống ở Xiêm. Năm 1789, sau khi Hiệp Trấn Hà Tiên Mạc Tử Sanh qua đời, Nguyễn Ánh sai người sang xin vua Xiêm cho cháu ruột Mạc Thiên Tứ về lại Hà Tiên để xây dựng lại vùng đất này. Phó vương Xiêm Maha Sura Singhanat cho phép Mạc Công Bính trở về Hà Tiên và cho đem hài cốt Mạc Thiên Tứ, Mạc Tử Hoàng, Mạc Tử Dung về Hà Tiên an táng. Ông được Nguyễn Ánh phong làm Lưu thủ Long Xuyên (ở Cà Mau), vì thế không về tới Hà Tiên. Quan Xiêm Trần Hanh trở về nước và bẩm tấu lại. Vua Xiêm rất tức giận và sai người triệu Mạc Công Bính trở về. Nguyễn Ánh đành phải vời ông về Hà Tiên.
Năm 1792, Mạc Công Bính qua đời. Trấn Hà Tiên tạm do người Xiêm Trần Hanh nắm quyền. Sau khi Trần Hanh mất, con là Trần Tô lên thay. Mãi đến năm 1799, vua Xiêm mới cử Mạc Tử Thiêm về cai quản nơi này. Mạc Công Bính có một người con trai là Mạc Hầu Đồ.